# كيم بولارد
كيم بولارد (بالإنجليزية: Kim Bullard)‏ هو موسيقي وملحن أمريكي، ولد في 6 مايو 1955 في أتلانتا في الولايات المتحدة.

## وصلات خارجية
- كيم بولارد على موقع IMDb (الإنجليزية)
- كيم بولارد على موقع ميوزك برينز (الإنجليزية)
- كيم بولارد على موقع أول ميوزيك (الإنجليزية)
- كيم بولارد على موقع ديسكوغز (الإنجليزية)
- كيم بولارد على موقع قاعدة بيانات الفيلم (الإنجليزية)